# Becky Birtha
Becky Birtha (née le 11 octobre 1948) est une poétesse américaine et autrice pour enfants qui vit en Philadelphie. Elle est surtout connue pour sa poésie et ses histoires courtes décrivant des relations afro-américaines et lesbiennes, se concentrant souvent sur des sujets tels que les relations interraciales, la récupération émotionnelle après une rupture, la monoparentalité et l'adoption. Ces dernières années, elle écrit des livres illustrés de fiction historique pour enfants sur l'expérience afro-américaine. 

## Jeunesse
Birtha naît le 11 octobre 1948 à Hampton, Virginie, de Jessie Moore Birtha et Herbert Marshall Birtha. Elle est la sœur cadette de Rachel Birtha Eitches, qui travaille pour la chaîne de radio internationale Voice of America. Elle se présente en tant qu'afro-américaine avec un héritage cherokee, catoba, africain et irlandais, qui influencent tous son écriture.  
Birtha grandit à Philadelphie, Pennsylvanie. Elle fréquente l'Université d'État de New York à Buffalo pour une licence ès sciences en étude des enfants en 1973 et obtient ensuite une maîtrise des beaux-arts en écriture du Vermont College of Fine Arts en 1984. Outre ses activités littéraires, elle travaille comme enseignante, bibliothécaire juridique et représentante d'une agence d'adoption.  

## Carrière et écrits
Le premier livre publié par Birtha, For Nights Like This One: Stories of Loving Women (1983), est une anthologie de nouvelles sur les relations lesbiennes. Son deuxième livre, Lovers' Choice, se concentre sur l'expérience de femmes afro-américaines marginalisées. Par exemple l'histoire de « Route 23 : 10th and Bigler to Bethlehem Pike », dans laquelle une mère désespérée installe ses enfants toute la nuit dans un bus nocturne public qui parcourt la ville de Philadelphie, afin de les garder au chaud.  
Elle écrit l'avant-propos de Breaking Silence (1983) d'Anne B. Keating. Birtha et Keating sont membres d'un atelier d'écrivaines féministes de Philadelphie, qui se tient sous l'égide de la représentation locale de la Feminist Writers Guild.  
En 1991, Birtha publie The Forbidden Poems, une anthologie de poésie centrée sur les relations lesbiennes. Selon Birtha, « plusieurs [des] poèmes sont écrits au cours du processus de récupération de la rupture d'une relation lesbienne de dix ans, comme un moyen de faire face aux sentiments que la rupture a produit en [elle] ». À propos de The Forbidden Poems, la revue Publishers Weekly déclare que Birtha présente une « capacité considérable à doter les perceptions et les événements ordinaires d'une signification profonde », dans ses représentations d'une communauté lesbienne qui est « stable, aimante et créative - et dont les membres peuvent toutes faire une délicieuse tasse de thé »,,. Ses travaux sont publiés dans Azalea un magazine publié par Third World Lesbians, Conditions, Sinister Wisdom et Women : a Journal of Liberation. Elle écrit des critiques de livres pour The New Women's Times Feminist Review. Ed Hermance, propriétaire et directeur de la librairie gaie et lesbienne de Philadelphie, Giovanni's Room, déclare que les histoires de Birtha « ont un sens aigu du lieu ainsi qu'une profondeur émotionnelle rare chez les conteurs ».  
Lors de la 13e conférence annuelle des écrivains de Trenton en 1994, Birtha parle de sa carrière d'écrivain, déclarant : « Le fait d'être noire, d'être une femme et une lesbienne ont-ils été les plus grands obstacles que j'ai dû surmonter pour devenir une écrivaine à succès ?... Non, en fait,... Je loue ce contexte. Je suis aussi une mère adoptive, une mère célibataire et une Quaker et cela ne m'a pas empêché non plus d'écrire ». 
Plus tard, Birtha passe principalement à l'écriture pour les enfants. Son premier livre pour enfants Grandmama's Pride (2005) remporte le prix du livre Golden Kite. Il est classé dans les listes des principales lectures de l'Arkansas, du Kansas, du Missouri et de Géorgie. Son deuxième livre illustré Lucky Beans (2010) est cité dans la liste des 100 titres à lire et à partager de la bibliothèque publique de New York en 2010, ainsi que dans la liste des livres remarquables pour les enfants du Smithsonian Magazine, la même année. Birtha est membre de la Society of Children's Book Writers and Illustrators.

## Vie privée
Birtha vit avec sa compagne Nancy et sa fille Tasha dans le comté de Delaware, Pennsylvanie.  
Elle pratique la danse folklorique balkanique pendant plus de dix-sept ans et étudie ensuite d'autres formes de danse moderne et folklorique. Birtha est membre de la Royal Scottish Country Dance Society. Ses hobbies sont la danse folklorique et jouer d'un instrument de musique à percussion (tympanon).  
Elle est membre de la Société religieuse des amis (Quakers ). En février 1991, elle prononce le discours d'ouverture de la conférence Friends for Lesbian, Gay, Bisexual, Transgender, and Queer Concerns, dans laquelle elle décrit l'écriture comme un processus méditatif et de guérison qui la relie à sa foi Quaker.  

## Prix
- 1985 : bourse individuelle en littérature du Pennsylvania Council on the Arts[16].
- 1988 : bourse de création littéraire de la National Endowment for the Arts.
- 1989 : Pushcart Prize  pour son histoire « Johnnieruth »[17].
- 1992 : Prix Lambda Literary pour son anthologie de poésie lesbienne The Forbidden Poems (1991)[18].
- 1993 : bourses Pew Fellowships in the Arts de 50 000 $[19],[20].
- 2005 : Grandmama's Pride remporte le prix de la Société des écrivains et illustrateurs de livres pour enfants Golden Kite Honor Book pour Picture Book Text[13].
- 2010 : Lucky Beans remporte le prix Arkansas Diamond Primary Book[21].

## Œuvres choisies

### Histoires courtes
- (en) For Nights Like This One : Stories of Loving Women, Frog in the Well, 1983, 107 p. (ISBN 0-9603628-4-3, lire en ligne)
- (en) Lovers' Choice, Seal Press (1re éd. 1987) (ISBN 978-0-931188-56-5 et 0-931188-56-3, lire en ligne)

### Poésie
- (en) The Forbidden Poems, Seattle, Wash., Seal Press, 1993 (1re éd. 1991), 155 p. (ISBN 1-878067-01-X, lire en ligne)

### Anthologies
- Sa poésie est présentée dans l'anthologie de l'écriture féministe afro-américaine : (en) Barbara Smith (ed.), Home Girls : A Black Feminist Anthology, Rutgers University Press, 2000 (1re éd. 1983), 404 p. (lire en ligne)
- « Jonnieruth » dans (en) Terry McMillan (contributor, ed.), Breaking Ice : An Anthology of Contemporary African-American Fiction, Penguin, 1990, 720 p. (ISBN 0-14-011697-4, lire en ligne) (ISBN 9780670825622). Également dans (en) Margaret Busby, Daughters of Africa : An International Anthology of Words and Writings by Women of African Descent Fromt He Ancient Egyptian to the Present, Ballantine Books, 1999 (1re éd. 1992) (ISBN 0-345-91501-1, lire en ligne)
- « Babies » dans (en) Bill V. Mullen (ed.), Revolutionary Tales : African American Women's Short Stories, from the First Story to the Present, Laurel Leaf, 1995, 544 p. (ISBN 0-440-22082-3, lire en ligne)
- « Ice Castles » dans (en) Shawn Stewart Ruff (ed.), Go the Way Your Blood Beats : An Anthology of Lesbian and Gay Literary Fiction by African-American Writers, Henry Holt & Company, 1996, 554 p. (ISBN 0-8050-4437-X, lire en ligne)
- « Maria de las Rosas » dans (en) Barbara Smith (ed.), Home Girls : A Black Feminist Anthology, Rutgers University Press, 2000 (1re éd. 1983), 404 p. (lire en ligne)

### Livres pour enfants
- (en) Grandmama's Pride, Albert Whitman Company, 2005, 32 p. (ISBN 0-8075-3028-X, lire en ligne)
- (en) Lucky Beans (ill. Nicole Tadgell), Albert Whitman Company, 2010, 32 p. (ISBN 978-0-8075-4782-3 et 0-8075-4782-4, lire en ligne)
- (en) Far Apart, Close in Heart : Being a Family when a Loved One is Incarcerated (ill. Maja Kastelic), Albert Whitman Company, 2017, 32 p. (ISBN 978-0-8075-1275-3 et 0-8075-1275-3, lire en ligne).

## Voir également
Littérature afro-américaine
- Féminisme noir
- Fiction lesbienne